# Mauprévoir
Mauprévoir es una población y comuna francesa, situada en la región de Poitou-Charentes, departamento de Vienne, en el distrito de Montmorillon y cantón de Availles-Limouzine.

## Demografía
| 1036 | 953 | 796 | 754 | 740 | 650 |
| Para los censos de 1962 a 1999 la población legal corresponde a la población sin duplicidades (Fuente: INSEE [Consultar]) |     |     |     |     |     |